# Wannabe (Dolcenera e Laïoung)
Wannabe è un singolo della cantante italiana Dolcenera pubblicato il 27 marzo 2020.

## Descrizione
Vede la partecipazione del rapper di origine sierraleonese Laïoung.

## Tracce
1. Wannabe – 4:00